# W3C Markup Validation Service
W3C Markup Validation Service és un sistema de validació creat pel World Wide Web Consortium (W3C) que deixa comprovar als usuaris d'Internet que els documents HTML i XHTML tenen les marques ben formades. D'aquesta manera permet assegurar la qualitat tècnica de les pàgines web. Tot i que la validació del W3C és important per a la compatibilitat del navegador i la usabilitat del lloc, no s'ha determinat quin efecte té en l'optimització dels motors de cerca.

## Història
El Makup Validation Service va començar com el The Kinder, Gentler HTML Validator, un projecte creat per Gerald Oskoboiny. Va ser desenvolupat per a ser una versió més intuïtiva del primer validador HTML en línia escrit per Dan Connolly i Mark Gaither, que fa ser anunciat el 13 de juliol de 1994.
En setembre de 1997, Oskoboiny va començar a treballar pel W3C, i el 18 de desembre de 1997, el W3C va anunciar el seu Validador HTML W3C basat en els seus treballs. En novembre de 2008, el W3C va llençar el motor validator.nu HTML5 i la possibilitat de comprovar la conformitat dels documents amb HTML5.
W3C també ofereix eines de validació per tecnologies web diferents de HTML/XHTML, com CSS, esquemes XML i MathML.

## Adaptació del navegador
Molts dels principals navegadors web són normalment, tolerants a cert tipus d'errors, i poden mostrar un document amb èxit encara que no sigui sintàcticament correcte. Alguns altres documents XML també poden validar-se si es refereixen a una DTD interna o externa.

## Limitacions
Els validadors de marques no poden veure el "panorama general" en una pàgina web, però destaquen en la detecció d'etiquetes de tancament perdudes i altres aspectes tècnics.
Els validadors basats en DTD també estan limitats per la seva capacitat de comprovar els valors dels atributs d'acord amb molts documents d'especificació. Per exemple utilitzant un DOCTYPE HTML 4.01, bgcolor="fffffff" s'accepta com vàlid per l'element "body" encara que al valor "fffffff" li falti el caràcter '#' precedent i contengui només cinc (en vegada de sis) dígits hexadecimals. També, per a l'element "img", width="really wide" també s'accepta com vàlid. Els validadors basats en DTD no són tècnicament capaços de realitzar proves per aquest tipus de problemes de valors d'atributs.
És possible que les pàgines no mostrin segons es preveu en tots els navegadors, inclòs en absència d'errors de validació i d'una visualització correcta en altres navegadors. L'única manera d'assegurar que les pàgines sempre es mostrin com es pretén és comprovant-les en tots els navegadors que s'espera que es mostrin correctament.

## Validació CSS
Mentre que el W3C i altres validadors HTML i XHTML avaluen les pàgines codificades en aquests formats, un validador independent com el validador CSS del W3C pot comprovar que no hi ha errors en la Fulla d'Estil en Cascada associada. Els validadors de CSS apliquen els estàndards CSS actuals als documents CSS referenciats.